# Pyrgocorypha uncinata
Pyrgocorypha uncinata är en insektsart som först beskrevs av Harris, T.W. 1841.  Pyrgocorypha uncinata ingår i släktet Pyrgocorypha och familjen vårtbitare. Inga underarter finns listade i Catalogue of Life.